# Simon Blackburn
Simon Blackburn (* 12. červenec 1944) je anglický filozof, představitel analytické filozofie. Zaobírá se především etikou. Je v ní představitelem tzv. quasi-realismu, který se snaží navázat na dílo Davida Humea. Hlásí se k humanismu.

### České překlady
- Platónova ústava. Biografie, Praha, Pavel Dobrovský - Beta 2007.
- Filosofie, Praha, Universum 2012.